# Classification des hiéroglyphes
Au nombre d'environ 700 dès l'époque archaïque, le nombre de hiéroglyphes n'a fait qu'augmenter tout au long de l'histoire pharaonique pour atteindre un total de pas moins de 5 000 signes à la Basse époque. La multiplicité de ces signes a donc nécessité la création de techniques de classification des hiéroglyphes permettant de les identifier de façon univoque.

## Classification antique
Des découvertes très parcellaires semblent indiquer que, dans leurs écoles de scribes, les Égyptiens eux-mêmes utilisaient un système de classification, mais les égyptologues trouvent les indices trop ténus pour en comprendre le fonctionnement exact. 
Les systèmes de classification modernes, eux, sont surtout une réponse aux problèmes liés à la publication sous presse des ouvrages égyptologiques.

## Première classification moderne
On doit une première classification moderne des hiéroglyphes à Jean-François Champollion. Dans son ouvrage Principes généraux de l'écriture sacrée égyptienne, il associe une lettre de l'alphabet à chacune des seize catégories de signes qu'il distingue. 
« Quelle que soit l'époque à laquelle remonte l'invention des caractères hiéroglyphiques, leur série entière considérée quant à la forme matérielle seulement, abstraction faite de la valeur propre à chacun d'eux, reproduit des images distinctes de toutes les classes d'êtres que renferme la création ; on y observe successivement en effet seize genres d'objets figurés. »

## Classification ditede Gardiner
Il faudra attendre 1927, pour que Sir Alan Henderson Gardiner, dans sa Egyptian Grammar, propose un nouveau système de classification en 26 catégories (une pour chaque lettre de l'alphabet sauf le J, plus une catégorie supplémentaire pour les signes dont la définition est incertaine).
Catégories plus quelques hiéroglyphes courants
- A. L'homme et ses occupations
  - A1 Homme assis
  - A13 Homme prisonnier
  - A17 Enfant assis, doigt à la bouche et A18 (Pharaon enfant)
- B. La femme et ses occupations
  - B1 Femme assise
- C. Divinités anthropomorphes
- D. Parties du corps humain
  - D21 Bouche
  - D36 Bras
  - D46 Main
  - D58 Jambe
- E. Mammifères
  - E34 Lièvre
- F. Parties de mammifères
- G. Oiseaux
  - G1 Vautour
  - G17 Chouette
  - G39 Canard
- H. Parties d'oiseaux
- I. Amphibiens, reptiles etc.
  - I9 Vipère
  - I12 Cobra
- K. Poissons et parties de poissons
- L. Invertébrés et animaux peu évolués (lesser animals)
- M. Arbres et végétaux
  - M17 Roseau
- N. Ciel, terre et eau
  - N1 Ciel
  - N5 Soleil
  - N35 Eau et N36 au pluriel
- O. Bâtiments, parties de bâtiments etc.
  - O1 Maison
- P. Bateaux et parties de bateaux
- Q. Mobilier domestique et funéraire
- R. Mobilier du culte et emblèmes sacrés
- S. Couronnes, vêtements et bâtons
- T. Armes, chasse et boucherie
- U. Agriculture, arts et métiers (crafts and professions)
- V. Cordes, fibres, corbeilles, sacs etc.
  - V31 Corbeille
- W. Vases en pierre et poterie
- X. Pains et gâteaux
  - X1 Pain
- Y. Écriture, jeux et musique
- Z. Traits, signes dérivés du hiératique, figures géométriques
- Aa. Signes non classés

Dans chaque catégorie, les hiéroglyphes sont numérotés successivement à partir de 1 (A1, A2, A3, etc.). 
Exemple :
|  | - Le canard est le 39e hiéroglyphe de la catégorie « Oiseaux » (G) et sera donc noté G39. - Le soleil est le 5e hiéroglyphe de la catégorie « Ciel, terre et eau » (N) et sera donc noté N5. |

La grammaire de Gardiner recense quelque 740 hiéroglyphes, les plus usuels, sur les quelque 5 000 signes qu'on a dénombrés pour l'ensemble de l'histoire égyptienne.
La lettre J n'a pas été retenue dans cette classification à cause de sa trop grande ressemblance avec le I dans l'imprimerie de l'époque.

## Classification moderne
Dans les années 1980, la liste de Gardiner fut complétée par l’adjonction d’une Extended Library. Cette nouvelle liste conserve le principe de classement (A, B, C etc.) et de numérotation (A1, A2, A3 etc.) antérieurs, mais elle encode les variantes que Gardiner avait omises dans sa liste en ajoutant une lettre supplémentaire aux différents numéros d’ordre. Ainsi, A1 (Homme assis) est le code Gardiner du signe, et A1a, A1b, A1c … en sont des variantes. 
Afin de permettre la saisie des textes hiéroglyphiques sur ordinateur, des spécialistes, - égyptologues et informaticiens -, se mirent d’accord sur un système d’encodage qui aboutit en 1988 à l'adoption du Manuel de codage des textes hiéroglyphiques en vue de leur saisie informatique. Ce système est devenu le standard de classification des hiéroglyphes en égyptologie moderne. Il combine la classification de Gardiner enrichie des hiéroglyphes de la Extended Library avec le codage de certains hiéroglyphes par leur phonème. Le Manuel de codage (MdC) propose aussi une syntaxe de mise en page qui permet de positionner les hiéroglyphes les uns par rapport aux autres.
Par exemple, A1-A2 représente deux hiéroglyphes encodés l'un à côté de l'autre, alors que p:t représente le code phonétique de deux hiéroglyphes superposés. On peut combiner les deux procédés, ce qui donne par exemple A1-p:t-A2.
Le LPDH, Langage pour le Positionnement et la Description des Hiéroglyphes, du logiciel Glyphotext 1.1 est basé sur le manuel de codage, mais ajoute de nouvelles fonctionnalités et « rend aussi la syntaxe plus rigoureuse que celle du MDC, afin de simplifier et standardiser les textes. » 